# Nalbant
Nalbant – wieś w Rumunii, w okręgu Tulcza, w gminie Nalbant. W 2011 roku liczyła 879 mieszkańców.